# Tour de Normandia femení
El Tour de Normandia femení és una competició ciclista francesa femenina per etapes que es disputa per les carreteres de la regió de Normandia. Fou creada el 2023 i forma part del calendari internacional de l'UCI dins de la categoria 2.1.
La primera vencedora de la prova fou Cédrine Kerbaol.

## Palmarès
| Any  | Vencedora             | Segona          | Tercera        |
| ---- | --------------------- | --------------- | -------------- |
| 2023 | Cédrine Kerbaol       | Gladys Verhulst | Martina Alzini |
| 2024 | Mie Bjørndal Ottestad | Josie Nelson    | Ellen van Dijk |